# Haus Blumenau
Haus Blumenau war ein Rittergut am rechten Ufer der Ruhr im Bereich von Stiepel und Querenburg. Auf der gegenüberliegenden Seite befindet sich Haus Herbede. Auf dem Anwesen lebte ein Zweig der Familie von Elverfeldt, der sich ab der zweiten Hälfte des 15. Jahrhunderts von Blumenau nannte. Im Jahre 1578 gehörte das Gut Johann von Elverfeldt zu Blumenau zusammen mit seiner Ehefrau Anna von Velmede.
Das Gut wurde bis in das 20. Jahrhundert bewirtschaftet. Die Fundamentreste liegen heute auf dem Grund des Kemnader Sees.